# Hermann Emil Fischer
Hermann Emil Fischer (født 9. oktober 1852 i Flamersheim ved Euskirchen, død 15. juli 1919 i Berlin) var en tysk kemiker og modtog for sit arbejde med sukker og purin synteserne Nobelprisen i kemi i 1902. 